# Stenus oscillator
Stenus oscillator – gatunek chrząszcza z rodziny kusakowatych i podrodziny myśliczków (Steninae).
Gatunek ten został opisany w 1870 roku przez Edwarda Caldwella Rye.
Chrząszcz o ciele długości od 3,5 do 4,5 mm, porośniętym srebrzystoszarym owłosieniem. Przedplecze jest dłuższe niż szerokie. Słabo wypukłe, jednobarwne pokrywy są ledwo co szersze od głowy. Obrys odwłoka ma prawie równoległe boki. Na piątym i szóstym tergicie odwłoka odległości między punktami są mniejsze niż ich średnice. Odnóża są ubarwione czarno, tylko wyjątkowo mają brunatne uda. Stopy mają silnie, sercowato wcięty czwarty człon. W aparacie kopulacyjnym samca paramery są niewiele dłuższe niż prącie. Od podobnego myśliczka dwukońca samiec wyróżnia się szóstym sternitem odwłoka wciętym po bokach tylnej krawędzi.
Owad palearktyczny, znany z Anglii, południowej Szwecji, Dani, północnych Niemiec, Czech oraz Polski, gdzie odnotowany został w okolicy Koszalina.